# Gran Premio d'Ungheria 2009
Il Gran Premio d'Ungheria 2009 è la decima prova della stagione 2009 del Campionato mondiale di Formula 1. Si è corso domenica 26 luglio 2009 sul Circuito di Hungaroring a Mogyoród. È stato vinto da Lewis Hamilton su McLaren-Mercedes.
Questo gran premio segna l'ultima gara in F1 per Nelson Piquet Jr.

## Vigilia

### Nuovo Patto della Concordia
Viene inviata al Consiglio Mondiale della FIA la bozza del nuovo Patto della Concordia frutto della negoziazione tra la FOTA, le nuove scuderie pronte ad entrare nel mondiale e la FIA stessa. La possibilità di un campionato alternativo sembra definitivamente tramontata.

### Aspetti tecnici
Da questo gran premio l'esordiente spagnolo Jaime Alguersuari sostituisce alla Toro Rosso il francese Sébastien Bourdais, mentre viene ufficializzata la conferma di Mark Webber alla Red Bull Racing anche per la stagione 2010. Alguersuari è il più giovane pilota ad aver corso un gran premio di Formula 1 all'età di 19 anni, 4 mesi e 3 giorni. Batte il record che apparteneva a Mike Thackwell, dal Gran Premio del Canada 1980 (all'epoca il neozelandese aveva 19 anni, 5 mesi e 29 giorni).
La Bridgestone annuncia che per il gran premio fornirà coperture di tipo supermorbido e morbido. Da questo gran premio le specifiche portate in gara sono contigue.

## Prove
Nella prima sessione del venerdì, si è avuta questa situazione:
| Pos | N  | Pilota            | Squadra-Motore   | Tempo    | Gap   | Giri |
| --- | -- | ----------------- | ---------------- | -------- | ----- | ---- |
| 1   | 2  | Heikki Kovalainen | McLaren-Mercedes | 1'22"278 |       | 21   |
| 2   | 16 | Nico Rosberg      | Williams-Toyota  | 1'22"337 | 0'059 | 27   |
| 3   | 1  | Lewis Hamilton    | McLaren-Mercedes | 1'22"554 | 0"276 | 20   |

Nella seconda sessione del venerdì, si è avuta questa situazione:
| Pos | N  | Pilota            | Squadra-Motore   | Tempo    | Gap   | Giri |
| --- | -- | ----------------- | ---------------- | -------- | ----- | ---- |
| 1   | 1  | Lewis Hamilton    | McLaren-Mercedes | 1'22"079 |       | 36   |
| 2   | 2  | Heikki Kovalainen | McLaren-Mercedes | 1'22"126 | 0"047 | 36   |
| 3   | 16 | Nico Rosberg      | Williams-Toyota  | 1'22"154 | 0"075 | 47   |

Nella sessione del sabato mattina, si è avuta questa situazione:
| Pos | N  | Pilota         | Squadra-Motore   | Tempo    | Gap   | Giri |
| --- | -- | -------------- | ---------------- | -------- | ----- | ---- |
| 1   | 1  | Lewis Hamilton | McLaren-Mercedes | 1'21"009 |       | 19   |
| 2   | 6  | Nick Heidfeld  | BMW Sauber       | 1'21"408 | 0"399 | 23   |
| 3   | 16 | Nico Rosberg   | Williams-Toyota  | 1'21"509 | 0"500 | 21   |

## Qualifiche
Nella sessione di qualificazione, si è avuta questa situazione:
| Pos | No | Nome                 | Costruttore          | Q1       | Q2       | Q3          | Giri | Griglia | Massa |
| --- | -- | -------------------- | -------------------- | -------- | -------- | ----------- | ---- | ------- | ----- |
| 1   | 7  | Fernando Alonso      | Renault              | 1'21"313 | 1'20"826 | 1'21"569    | 20   | 1       | 637   |
| 2   | 15 | Sebastian Vettel     | RBR-Renault          | 1'21"178 | 1'20"604 | 1'21"607    | 20   | 2       | 655   |
| 3   | 14 | Mark Webber          | RBR-Renault          | 1'20"964 | 1'20"358 | 1'21"741    | 22   | 3       | 652   |
| 4   | 1  | Lewis Hamilton       | McLaren-Mercedes     | 1'20"842 | 1'20"465 | 1'21"839    | 23   | 4       | 650,5 |
| 5   | 16 | Nico Rosberg         | Williams-Toyota      | 1'20"793 | 1'20"862 | 1'21"890    | 24   | 5       | 654   |
| 6   | 2  | Heikki Kovalainen    | McLaren-Mercedes     | 1'21"659 | 1'20"807 | 1'22"095    | 29   | 6       | 655,5 |
| 7   | 4  | Kimi Räikkönen       | Ferrari              | 1'21"500 | 1'20"647 | 1'22"468    | 25   | 7       | 651,5 |
| 8   | 22 | Jenson Button        | Brawn-Mercedes       | 1'21"471 | 1'20"707 | 1'22"511    | 20   | 8       | 664,5 |
| 9   | 17 | Kazuki Nakajima      | Williams-Toyota      | 1'21"407 | 1'20"570 | 1'22"835    | 24   | 9       | 658   |
| 10  | 3  | Felipe Massa         | Ferrari              | 1'21"420 | 1'20"823 | Senza Tempo | 18   | NP      |       |
| 11  | 12 | Sébastien Buemi      | STR-Ferrari          | 1'21"571 | 1'21"002 |             | 20   | 10      | 671,5 |
| 12  | 9  | Jarno Trulli         | Toyota               | 1'21"416 | 1'21"082 |             | 18   | 11      | 671,3 |
| 13  | 23 | Rubens Barrichello   | Brawn-Mercedes       | 1'21"558 | 1'21"222 |             | 17   | 12      | 689   |
| 14  | 10 | Timo Glock           | Toyota               | 1'21"584 | 1'21"242 |             | 19   | 13      | 679,2 |
| 15  | 8  | Nelson Piquet Jr.    | Renault              | 1'21"278 | 1'21"389 |             | 21   | 14      | 667,7 |
| 16  | 6  | Nick Heidfeld        | BMW Sauber           | 1'21"738 |          |             | 8    | 15      | 658   |
| 17  | 21 | Giancarlo Fisichella | Force India-Mercedes | 1'21"807 |          |             | 12   | 16      | 680,5 |
| 18  | 20 | Adrian Sutil         | Force India-Mercedes | 1'21"868 |          |             | 5    | 17      | 683,5 |
| 19  | 5  | Robert Kubica        | BMW Sauber           | 1'21"901 |          |             | 8    | 18      | 666   |
| 20  | 11 | Jaime Alguersuari    | STR-Ferrari          | 1'22"359 |          |             | 10   | 19      | 675,5 |

Massa non ha partecipato alla Q3 a causa di un incidente occorsogli al termine della Q2. Una molla, staccatasi dalla parte posteriore della Brawn di Rubens Barrichello, lo ha colpito sul casco, causando un'uscita di pista alla Curva 4. Il pilota brasiliano è stato prima trasportato al centro medico del circuito e poi all'ospedale AEK di Budapest. Il pilota della Ferrari non ha preso parte alla gara e non è stato possibile sostituirlo. Il brasiliano, che ha subìto un taglio alla fronte, una lesione alla parte sinistra del cranio ed una commozione cerebrale, è stato sottoposto ad un intervento chirurgico.
Tutti i piloti classificati dietro a Massa avanzano di una posizione sulla griglia di partenza.
La Q3 è stata poi caratterizzata dal caos prodotto dallo spegnimento del sistema automatico di rilevamento dei tempi che non ha permesso ai piloti e alle scuderie di comprendere immediatamente la definizione della griglia di partenza creando confusione e situazioni grottesche dei piloti che non sapevano la loro posizione in griglia.
Per Fernando Alonso è la diciottesima pole position, mentre per la Renault è la cinquantunesima ed ultima partenza in pole position.

## Gara
Il poleman Fernando Alonso è autore di una buona partenza, favorito anche dalla poca benzina a bordo, mentre il portacolori della Red Bull, Sebastian Vettel, partito anche lui in prima fila, scatta male e perde diverse posizioni, dopo un contatto con Kimi Räikkönen, all’uscita della prima curva; Hamilton è subito dietro allo spagnolo e all'altra Red Bull, quella di Mark Webber, seguono il finlandese della Ferrari, Nico Rosberg, Heikki Kovalainen e Vettel.
Hamilton si prende la seconda posizione con un bel sorpasso su Webber alla Curva 2 nel corso del quinto giro. Alonso, presto in crisi di gomme, si ferma al giro 11, un paio di tornate prima del previsto; riparte ma con un cattivo avvitamento della ruota anteriore destra. La ruota si stacca nel corso del giro e lo spagnolo è costretto al rientro ai box, ma un problema alla pompa dell'alimentazione lo obbliga quasi subito al ritiro definitivo. L'incidente è sottoposto ad indagine dai commissari della FIA, insieme alla manovra di Kimi Räikkönen su Hamilton al via.
Dopo la serie dei pit stop in testa c'è Lewis Hamilton che precede Kimi Räikkönen, entrambi con vetture dotate di KERS. Il finlandese conquista la seconda piazza con un sorpasso ai box su Webber, dopo aver anche rischiato la collisione in corsia box con l'australiano, rimasto fermo qualche secondo di troppo. Webber perde anche la posizione a favore di Rosberg ma la recupera immediatamente con un bel sorpasso alla curva 2. Tra i due si infila Kovalainen che ha caricato meno benzina. Vettel, poco dopo il pit stop, si ritira per un guasto alla sospensione, probabile conseguenza del contatto iniziale. Con un primo pit stop solo al giro 32, Glock sale al sesto posto.
La gara non presenta altri colpi di scena se non un'escursione dalla pista, senza conseguenze, di Sébastien Buemi, che così viene passato dal suo compagno di scuderia e debuttante in Formula 1, Jaime Alguersuari. Hamilton controlla il vantaggio su Raikkonen, mentre più staccato il terzetto formato da Webber, Kovalainen e Rosberg, lotta per il terzo posto. La seconda tornata di stop, aperta da Kovalainen al giro 44, vede Rosberg recuperare la posizione sul finlandese. Con una vettura lontana parente di quella ammirata fino a qualche gara fa, Button riesce a chiudere comunque in zona punti. 
Hamilton vince per la prima volta dal Gran Premio di Cina 2008. Questa è anche la prima vittoria di una vettura su cui sia montato il KERS. Secondo giunge Räikkönen, mentre terzo finisce Webber che scavalca in classifica generale il suo compagno di scuderia Vettel. Jenson Button chiude settimo e vede ridursi il suo vantaggio sul secondo, ossia lo stesso Webber, a 18,5 punti. Mark Webber ottiene il suo primo giro veloce nel mondiale ed è il primo australiano a farlo dopo Alan Jones al Gran Premio d'Olanda 1981.
I risultati del GP sono stati i seguenti:
| Pos | N  | Pilota               | Team                 | Giri | Tempo\Ritiro          | Griglia | Punti |
| --- | -- | -------------------- | -------------------- | ---- | --------------------- | ------- | ----- |
| 1   | 1  | Lewis Hamilton       | McLaren-Mercedes     | 70   | 1h38'23"876           | 4       | 10    |
| 2   | 4  | Kimi Räikkönen       | Ferrari              | 70   | +11"529               | 7       | 8     |
| 3   | 14 | Mark Webber          | RBR-Renault          | 70   | +16"886               | 3       | 6     |
| 4   | 16 | Nico Rosberg         | Williams-Toyota      | 70   | +26"967               | 5       | 5     |
| 5   | 2  | Heikki Kovalainen    | McLaren-Mercedes     | 70   | +34"392               | 6       | 4     |
| 6   | 10 | Timo Glock           | Toyota               | 70   | +35"237               | 13      | 3     |
| 7   | 22 | Jenson Button        | Brawn-Mercedes       | 70   | +55"088               | 8       | 2     |
| 8   | 9  | Jarno Trulli         | Toyota               | 70   | +1'08"172             | 11      | 1     |
| 9   | 17 | Kazuki Nakajima      | Williams-Toyota      | 70   | +1'08"774             | 9       |       |
| 10  | 23 | Rubens Barrichello   | Brawn-Mercedes       | 70   | +1'09"256             | 12      |       |
| 11  | 6  | Nick Heidfeld        | BMW Sauber           | 70   | +1'10"612             | 15      |       |
| 12  | 8  | Nelson Piquet Jr.    | Renault              | 70   | +1'11"512             | 14      |       |
| 13  | 5  | Robert Kubica        | BMW Sauber           | 70   | +1'14"046             | 18      |       |
| 14  | 21 | Giancarlo Fisichella | Force India-Mercedes | 69   | +1 giro               | 16      |       |
| 15  | 11 | Jaime Alguersuari    | STR-Ferrari          | 69   | +1 giro               | 19      |       |
| 16  | 12 | Sébastien Buemi      | STR-Ferrari          | 69   | +1 giro               | 10      |       |
| Rit | 15 | Sebastian Vettel     | RBR-Renault          | 29   | Sospensione           | 2       |       |
| Rit | 7  | Fernando Alonso      | Renault              | 15   | Ruota                 | 1       |       |
| Rit | 20 | Adrian Sutil         | Force India-Mercedes | 1    | Surriscaldamento      | 17      |       |
| NP  | 3  | Felipe Massa         | Ferrari              | 0    | Incidente nelle prove |         |       |

## Classifiche Mondiali

### Piloti
| Pos | Pilota             | Punti |
| --- | ------------------ | ----- |
| 1   | Jenson Button      | 70    |
| 2   | Mark Webber        | 51,5  |
| 3   | Sebastian Vettel   | 47    |
| 4   | Rubens Barrichello | 44    |
| 5   | Nico Rosberg       | 25,5  |
| 6   | Jarno Trulli       | 22,5  |
| 7   | Felipe Massa       | 22    |
| 8   | Lewis Hamilton     | 19    |
| 9   | Kimi Räikkönen     | 18    |
| 10  | Timo Glock         | 16    |
| 11  | Fernando Alonso    | 13    |
| 12  | Heikki Kovalainen  | 9     |
| 13  | Nick Heidfeld      | 6     |
| 14  | Sébastien Buemi    | 3     |
| 15  | Robert Kubica      | 2     |
| 16  | Sébastien Bourdais | 2     |

### Costruttori
| Pos | Team             | Punti |
| --- | ---------------- | ----- |
| 1   | Brawn-Mercedes   | 114   |
| 2   | RBR-Renault      | 98,5  |
| 3   | Ferrari          | 40    |
| 4   | Toyota           | 38,5  |
| 5   | McLaren-Mercedes | 28    |
| 6   | Williams-Toyota  | 25,5  |
| 7   | Renault          | 13    |
| 8   | BMW Sauber       | 8     |
| 9   | STR-Ferrari      | 5     |

## Decisioni della FIA
La FIA decide di sospendere per il prossimo Gran Premio d'Europa la Renault per aver deliberatamente mandato in pista la vettura di Fernando Alonso pur sapendo che la ruota anteriore destra non era ben fissata. Nell'appello, discusso il 17 agosto, la Renault viene riammessa pur dovendo pagare una multa di 50.000 dollari.
La FIA decide anche di non intervenire nei confronti di Kimi Räikkönen per la manovra alla partenza, ma ammonisce la Red Bull per aver rimandato Mark Webber in pista mentre stava sopraggiungendo nella corsia dei box il finlandese della Ferrari.